# Isla Ba Faraba
La isla Ba Faraba es una isla fluvial de África Occidental localizada en el río Gambia, perteneciente a Gambia.
Se encuentra deshabitada y tiene una superficie de 2,5 km². Está a unos 15 km aguas abajo de la isla Pasari. Tiene un largo máximo de 4 kilómetros y un ancho en el centro de unos 560 metros. Ba Faraba se encuentra en la parte occidental del país, en la parte del río que forma un canal de aproximadamente 48 metros de ancho que la separa de la también isla Pappa.